# العلاقات الإندونيسية الجيبوتية
العلاقات الإندونيسية الجيبوتية هي العلاقات الثنائية التي تجمع بين إندونيسيا وجيبوتي.

## مقارنة بين البلدين
هذه مقارنة عامة ومرجعية للدولتين:
| وجه المقارنة                                              | إندونيسيا         | جيبوتي                    |
| --------------------------------------------------------- | ----------------- | ------------------------- |
| المساحة (كم2)                                             | 1.90 مليون        | 23.20 ألف                 |
| عدد السكان (نسمة)                                         | 263.99 مليون      | 956.99 ألف                |
| الكثافة السكانية (ن./كم²)                                 | 138.94            | 41.25                     |
| العاصمة                                                   | جاكرتا            | جيبوتي                    |
| اللغة الرسمية                                             | اللغة الإندونيسية | لغة فرنسية، اللغة العربية |
| العملة                                                    | روبية إندونيسية   | فرنك جيبوتي               |
| الناتج المحلي الإجمالي (بليون دولار)                      | 1.02 تريليون      | 1.84 مليار                |
| الناتج المحلي الإجمالي (تعادل القوة الشرائية) بليون دولار | 2.85 تريليون      | 3.10 مليار                |
| الناتج المحلي الإجمالي الاسمي للفرد دولار أمريكي          | 3.35 ألف          | 1.95 ألف                  |
| الناتج المحلي الإجمالي للفرد دولار أمريكي                 | 10.52 ألف         | 3.27 ألف                  |
| مؤشر التنمية البشرية                                      | 0.684             | 0.470                     |
| رمز المكالمات الدولي                                      | +62               | +253                      |
| رمز الإنترنت                                              | .id               | .dj                       |
| المنطقة الزمنية                                           |                   | ت ع م+03:00               |

## منظمات دولية مشتركة
يشترك البلدان في عضوية مجموعة من المنظمات الدولية، منها:
| علم المنظمة | اسم المنظمة                                                | تاريخ انضمام إندونيسيا | تاريخ انضمام جيبوتي |
| ----------- | ---------------------------------------------------------- | ---------------------- | ------------------- |
|             | مؤسسة التنمية الدولية                                      | 20 أغسطس 1968          | 1 أكتوبر 1980       |
|             | يونسكو                                                     | 27 مايو 1950           | 31 أغسطس 1989       |
|             | وكالة ضمان الاستثمار متعدد الأطراف                         | 12 أبريل 1988          | 12 يناير 2007       |
|             | الأمم المتحدة                                              | 28 سبتمبر 1950         | 20 سبتمبر 1977      |
|             | العملية المشتركة للاتحاد الأفريقي والأمم المتحدة في دارفور | ?                      | ?                   |
|             | الاتحاد البريدي العالمي                                    | ?                      | ?                   |
|             | البنك الدولي للإنشاء والتعمير                              | 13 أبريل 1967          | 1 أكتوبر 1980       |
|             | منظمة التعاون الإسلامي                                     | ?                      | ?                   |
|             | منظمة حظر الأسلحة الكيميائية                               | ?                      | ?                   |
|             | الاتحاد الدولي للاتصالات                                   | 1949                   | 22 نوفمبر 1977      |
|             | مؤسسة التمويل الدولية                                      | 23 أبريل 1968          | 1 أكتوبر 1980       |
|             | منظمة التجارة العالمية                                     | ?                      | ?                   |
|             | منظمة الشرطة الجنائية الدولية                              | 5 أكتوبر 1954          | ?                   |

## وصلات خارجية
- موقع وزارة الخارجية الإندونيسية